# Kniseh
Kniseh (tiếng Ả Rập: الكنيسة) là một ngôi làng Syria nằm ở Muhambal Nahiyah ở huyện Ariha, Idlib. Theo Cục Thống kê Trung ương Syria (CBS), Kniseh có dân số 2373 trong cuộc điều tra dân số năm 2004.